# 塔拉迪加县 (亚拉巴马州)
塔拉迪加县（英語：Talladega County）是美國阿拉巴馬州東部的一個縣。面積1,969平方公里。根據美國2000年人口普查，共有人口80,321人。縣治塔拉迪加。
成立於1832年12月18日。縣名來自克里族一個村莊。